# Fly540
Fly540 is een Keniaanse luchtvaartmaatschappij met haar thuisbasis in Nairobi. Fly540 is opgericht in 2006 door Lonrho Africa. De vluchtuitvoering is gestart op 12 januari 2007.

## Bestemmingen
Fly540.com voert vanuit Nairobi lijnvluchten uit naar Eldoret, Kisumu, Lamu, Lodwar, Malindi, Mombasa in Kenia, Juba in Zuid-Soedan en Zanzibar in Tanzania (oktober 2017). 

## Vloot
De vloot van Fly430 bestaat uit in oktober 2017 uit zes vliegtuigen:
- 4  Bombardier CRJ 200
- 2  Bombardier Dash 8

## Ongelukken
- Op 13 augustus 2008 stortte op 20 km afstand van Mogadishu een Fokker 27 van Fly540 neer. Hierbij kwamen drie mensen om het leven.[1]